# Lozuvatka, Ciutove
Lozuvatka (în ucraineană Лозуватка) este un sat în comuna Vasîlivka din raionul Ciutove, regiunea Poltava, Ucraina.

## Demografie
Componența lingvistică a localității Lozuvatka
     Ucraineană (91,44%)
     Rusă (8,56%)
Conform recensământului din 2001, majoritatea populației localității Lozuvatka era vorbitoare de ucraineană (91,44%), existând în minoritate și vorbitori de rusă (8,56%).